# Ryad Boudebouz
Ryad Boudebouz, né le 19 février 1990 à Colmar, est un footballeur international algérien qui évolue au poste de milieu offensif à la JS Kabylie.

## Biographie

### Jeunesse et formation
Né le 19 février 1990 à Colmar de parents algériens d'origine de Khenchela. Il joue au football dès l'âge de 10 ans suivant ses grands frères dans les clubs de sa ville à l'ASPTT Colmar puis au SR Colmar avant de rejoindre le centre de formation du FC Sochaux en 2002 à l'âge de 12 ans après avoir été repéré par Eugène Battmann.
Passé par toutes les catégories jeunes, il fait partie du groupe des moins de 19 ans qui remporte la Coupe Gambardella en 2007 où il est élu meilleur joueur de la compétition.

### Carrière en club

#### FC Sochaux (2008-2013)
Courtisé par Manchester United qui lui propose un contrat de quatre ans, il  décide de signer son premier contrat professionnel de quatre ans à l'été 2008 et fait ses débuts en Ligue 1 le 4 octobre 2008 au Stade du Ray lors du match nul un but partout contre l'OGC Nice.Le 8 novembre 2008, il inscrit son premier but en Ligue 1 lors de la 13e journée, à l'occasion d'une victoire deux buts à un contre Le Mans UC.
Ryad Boudebouz se révèle lors de sa saison 2010-2011 qu'il achève avec huit buts et sept passes décisives.

#### SC Bastia (2013-2015)
Le 2 septembre 2013, il signe un contrat avec le SC Bastia pour un montant avoisinant un million d'euros.
Il y jouera notamment une finale de coupe de la Ligue le 11 avril 2015 face au PSG

#### Montpellier HSC (2015-2017)
Fin juin 2015, Ryad Boudebouz rejoint le club du Montpellier HSC pour 1,7 million d'euros. Il joue son premier match avec le club héraultais contre Angers SCO lors de la première journée de championnat.
D'abord peu inspiré lors des premiers matches, il trouve pour la première fois le chemin des filets avec son nouveau club lors de la 11e journée du championnat face à son ancien club le SC Bastia. Le match se termine sur une victoire (2-0) qui permet aux Montpelliérains de sortir pour la première fois de la zone rouge.[réf. souhaitée]

#### Passage en Espagne (2017-2019)
En août 2017, Ryad Boudebouz signe un contrat de quatre ans en faveur du Betis Séville. Le transfert est estimé à 7 millions d'euros hors bonus.
Le 31 janvier 2019, il signe au Celta Vigo en prêt jusqu’à la fin de saison.

#### AS Saint-Étienne (2019-2022)
En juillet 2019, il quitte le Betis Séville pour faire son retour en France où il signe à l’AS Saint-Étienne jusqu'en 2022 où il porte le numéro 7. Le 5 mars 2020, il permet à l'AS Saint-Étienne de se qualifier pour la première finale de la coupe de France depuis 1982 en inscrivant le but de la victoire au bout du temps additionnel face au Stade rennais.
Jugé indésirable par son entraîneur Claude Puel, il est mis à l'écart au cours de l'été 2020. Proche de signer pour le SC Qatar en octobre, il s'envole pour Doha mais revient deux jours plus tard, faute d'avoir trouvé un accord salarial avec le club. Il est donc finalement réintégré au groupe professionnel par Claude Puel qui comptait pourtant sur le départ d'un gros salaire pour aider au rééquilibrage des comptes du club stéphanois.
Le 29 mai 2022, il est le seul à rater son tir au but lors du match de barrage contre l'AJ Auxerre pour l'accession ou le maintien en Ligue 1, envoyant de ce fait l'AS Saint-Étienne en Ligue 2.

#### Départ en Arabue Saoudite puis en Algérie (depuis 2022)
Il quitte le club en direction de l'Arabie saoudite et s'engage au Al-Ahli FC.
Le 7 septembre 2023, Boudebouz signe librement à l'Ohod Club.
Le 10 septembre 2024, il signe, pour deux années plus une en option avec la JS Kabylie.

### Carrière en sélection nationales

#### Équipe de France

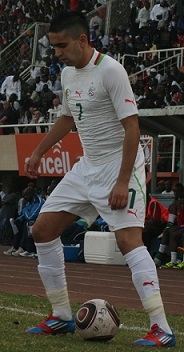
Boudebouz avec les Fennecs.

Il est sélectionné pour la première fois pour jouer avec l'équipe de France des moins de 19 ans à l'occasion du premier tour qualificatif de l'Euro 2009 des moins de 19 ans.

#### Équipe d'Algérie
En février 2010, il déclare vouloir jouer pour son pays d'origine, l'équipe nationale d'Algérie.
Le 4 mai 2010, Rabah Saâdane, le sélectionneur de l'équipe d'Algérie, l'annonce dans la liste des 25 joueurs qui iront en stage à Crans Montana en Suisse du 13 au 27 mai 2010, pour préparer la Coupe du monde.
Il effectue son entrée officielle avec l'équipe nationale d'Algérie à l'occasion du match Irlande - Algérie, le 28 mai 2010, qui se solde par une défaite de l'Algérie sur le score de trois buts à zéro.
L'été 2011, il manque le regroupement de la sélection algérienne au prétexte d'une blessure au genou, qui ne l’empêche pas de jouer avec son club. Le sélectionneur Vahid Halilhodžić l'écarte alors de la sélection durant deux matches. Il retrouve la sélection algérienne le 8 novembre 2011, à l'occasion d'un stage pour préparer les deux matchs amicaux face à la Tunisie et au Cameroun. Lors du match contre la Tunisie le 12 novembre 2011, il marque son premier but en sélection nationale.

## Statistiques
| Saison                | Club                    | Championnat           | Championnat | Championnat | Championnat | Coupe nationale | Coupe nationale | Coupe nationale | Coupe de la Ligue | Coupe de la Ligue | Coupe de la Ligue | Compétition(s) continentale(s) | Compétition(s) continentale(s) | Compétition(s) continentale(s) | Compétition(s) continentale(s) | Barrages | Barrages | Barrages | Total | Total | Total |
| Saison                | Club                    | Division              | M.          | B.          | P.d.        | M.              | B.              | P.d.            | M.                | B.                | P.d.              | Comp.                          | M.                             | B.                             | P.d.                           | M.       | B.       | P.d.     | M.    | B.    | P.d.  |
| 2008-2009             | FC Sochaux-Montbéliard  | Ligue 1               | 25          | 3           | 2           | 1               | 0               | 0               | 1                 | 0                 | 0                 | -                              | -                              | -                              | -                              | -        | -        | -        | 27    | 3     | 2     |
| 2009-2010             | FC Sochaux-Montbéliard  | Ligue 1               | 31          | 3           | 0           | 4               | 2               | 0               | 1                 | 1                 | 0                 | -                              | -                              | -                              | -                              | -        | -        | -        | 36    | 6     | 0     |
| 2010-2011             | FC Sochaux-Montbéliard  | Ligue 1               | 38          | 8           | 7           | 1               | 0               | 0               | 1                 | 0                 | 0                 | -                              | -                              | -                              | -                              | -        | -        | -        | 40    | 8     | 7     |
| 2011-2012             | FC Sochaux-Montbéliard  | Ligue 1               | 36          | 6           | 6           | 1               | 0               | 0               | 1                 | 0                 | 0                 | C3                             | 2                              | 0                              | 0                              | -        | -        | -        | 40    | 6     | 6     |
| 2012-2013             | FC Sochaux-Montbéliard  | Ligue 1               | 32          | 3           | 6           | 1               | 1               | 0               | 2                 | 1                 | 0                 | -                              | -                              | -                              | -                              | -        | -        | -        | 35    | 5     | 6     |
| 2013-2014             | FC Sochaux-Montbéliard  | Ligue 1               | 2           | 1           | 0           | -               | -               | -               | -                 | -                 | -                 | -                              | -                              | -                              | -                              | -        | -        | -        | 2     | 1     | 0     |
| Sous-total            | Sous-total              | Sous-total            | 164         | 24          | 21          | 8               | 3               | 0               | 6                 | 2                 | 0                 | -                              | 2                              | 0                              | 0                              | -        | -        | -        | 180   | 29    | 21    |
| 2013-2014             | Sporting Club de Bastia | Ligue 1               | 32          | 3           | 6           | 2               | 0               | 0               | 1                 | 0                 | 0                 | -                              | -                              | -                              | -                              | -        | -        | -        | 35    | 3     | 6     |
| 2014-2015             | Sporting Club de Bastia | Ligue 1               | 34          | 5           | 2           | 1               | 0               | 0               | 3                 | 0                 | 0                 | -                              | -                              | -                              | -                              | -        | -        | -        | 38    | 5     | 2     |
| Sous-total            | Sous-total              | Sous-total            | 66          | 8           | 8           | 3               | 0               | 0               | 4                 | 0                 | 0                 | -                              | -                              | -                              | -                              | -        | -        | -        | 73    | 8     | 8     |
| 2015-2016             | Montpellier HSC         | Ligue 1               | 38          | 2           | 12          | 1               | 0               | 0               | -                 | -                 | -                 | -                              | -                              | -                              | -                              | -        | -        | -        | 39    | 2     | 12    |
| 2016-2017             | Montpellier HSC         | Ligue 1               | 33          | 11          | 9           | -               | -               | -               | 1                 | 0                 | 0                 | -                              | -                              | -                              | -                              | -        | -        | -        | 34    | 11    | 9     |
| Sous-total            | Sous-total              | Sous-total            | 71          | 13          | 21          | 1               | 0               | 0               | 1                 | 0                 | 0                 | -                              | -                              | -                              | -                              | -        | -        | -        | 73    | 13    | 21    |
| 2017-2018             | Betis Séville           | Liga                  | 27          | 2           | 3           | 2               | 1               | 2               | -                 | -                 | -                 | -                              | -                              | -                              | -                              | -        | -        | -        | 29    | 3     | 5     |
| 2018-2019             | Betis Séville           | Liga                  | 9           | 0           | 0           | 2               | 0               | 0               | -                 | -                 | -                 | C3                             | 1                              | 0                              | 0                              | -        | -        | -        | 12    | 0     | 0     |
| Sous-total            | Sous-total              | Sous-total            | 36          | 2           | 3           | 4               | 1               | 2               | -                 | -                 | -                 | -                              | 1                              | 0                              | 0                              | -        | -        | -        | 41    | 3     | 5     |
| 2018-2019             | Celta Vigo (prêt)       | Liga                  | 11          | 1           | 2           | -               | -               | -               | -                 | -                 | -                 | -                              | -                              | -                              | -                              | -        | -        | -        | 11    | 1     | 2     |
| 2019-2020             | AS Saint-Etienne        | Ligue 1               | 24          | 1           | 4           | 3               | 1               | 1               | -                 | -                 | -                 | C3                             | 3                              | 0                              | 0                              | -        | -        | -        | 30    | 2     | 5     |
| 2020-2021             | AS Saint-Etienne        | Ligue 1               | 14          | 0           | 1           | 1               | 0               | 0               | -                 | -                 | -                 | -                              | -                              | -                              | -                              | -        | -        | -        | 15    | 0     | 1     |
| 2021-2022             | AS Saint-Etienne        | Ligue 1               | 30          | 3           | 4           | 2               | 1               | 1               | -                 | -                 | -                 | -                              | -                              | -                              | -                              | 2        | 0        | 0        | 34    | 4     | 5     |
| Sous-total            | Sous-total              | Sous-total            | 68          | 4           | 9           | 6               | 2               | 2               | -                 | -                 | -                 | -                              | 3                              | 0                              | 0                              | 2        | 0        | 0        | 79    | 6     | 11    |
| 2022-2023             | Al-Ahli FC              | Saudi First League    | 27          | 9           | 9           | -               | -               | -               | -                 | -                 | -                 | -                              | -                              | -                              | -                              | -        | -        | -        | 27    | 9     | 9     |
| 2023-2024             | Al-Ahli FC              | Saudi Pro League      | 2           | 0           | 0           | -               | -               | -               | -                 | -                 | -                 | -                              | -                              | -                              | -                              | -        | -        | -        | 2     | 0     | 0     |
| Sous-total            | Sous-total              | Sous-total            | 29          | 9           | 9           | -               | -               | -               | -                 | -                 | -                 | -                              | -                              | -                              | -                              | -        | -        | -        | 29    | 9     | 9     |
| 2023-2024             | Ohod Club               | Saudi First League    | 26          | 3           | 4           | 1               | 0               | 1               | -                 | -                 | -                 | -                              | -                              | -                              | -                              | -        | -        | -        | 27    | 3     | 5     |
| 2024-2025             | JS Kabylie              | Ligue 1               | 20          | 6           | 4           | 1               | 0               | 0               | -                 | -                 | -                 | -                              | -                              | -                              | -                              | -        | -        | -        | 21    | 6     | 4     |
| Total sur la carrière | Total sur la carrière   | Total sur la carrière | 491         | 70          | 81          | 24              | 6               | 5               | 11                | 2                 | 0                 | -                              | 6                              | 0                              | 0                              | 2        | 0        | 0        | 534   | 78    | 86    |

## En sélection nationale
| Saison                | Sélection             | Phases finales        | Phases finales | Phases finales | Phases finales | Éliminatoires CDM | Éliminatoires CDM | Éliminatoires CDM | Éliminatoires CAN | Éliminatoires CAN | Éliminatoires CAN | Matchs amicaux | Matchs amicaux | Matchs amicaux | Total | Total | Total |
| Saison                | Sélection             | Compétition           | M              | B              | Pd             | M                 | B                 | Pd                | M                 | B                 | Pd                | M              | B              | Pd             | M     | B     | Pd    |
| --------------------- | --------------------- | --------------------- | -------------- | -------------- | -------------- | ----------------- | ----------------- | ----------------- | ----------------- | ----------------- | ----------------- | -------------- | -------------- | -------------- | ----- | ----- | ----- |
| 2009-2010             | Algérie               | Coupe du monde 2010   | 1              | 0              | 0              | -                 | -                 | -                 | -                 | -                 | -                 | 2              | 0              | 0              | 3     | 0     | 0     |
| 2010-2011             | Algérie               | -                     | -              | -              | -              | -                 | -                 | -                 | 3                 | 0                 | 0                 | 2              | 0              | 0              | 5     | 0     | 0     |
| 2011-2012             | Algérie               | -                     | -              | -              | -              | 2                 | 0                 | 0                 | 2                 | 0                 | 0                 | 1              | 1              | 0              | 5     | 1     | 0     |
| 2012-2013             | Algérie               | CAN 2013              | 1              | 0              | 0              | -                 | -                 | -                 | 0                 | 0                 | 0                 | 2              | 0              | 0              | 3     | 0     | 0     |
| 2013-2014             | Algérie               | -                     | -              | -              | -              | -                 | -                 | -                 | -                 | -                 | -                 | -              | -              | -              | 0     | 0     | 0     |
| 2014-2015             | Algérie               | -                     | -              | -              | -              | -                 | -                 | -                 | 1                 | 0                 | 1                 | -              | -              | -              | 1     | 0     | 1     |
| 2015-2016             | Algérie               | -                     | -              | -              | -              | 1                 | 0                 | 0                 | 4                 | 0                 | 3                 | 0              | 0              | 0              | 5     | 0     | 3     |
| 2016-2017             | Algérie               | -                     | -              | -              | -              | 1                 | 0                 | 0                 | 1                 | 1                 | 0                 | 1              | 0              | 0              | 3     | 1     | 0     |
| Total sur la carrière | Total sur la carrière | Total sur la carrière | 2              | 0              | 0              | 4                 | 0                 | 0                 | 11                | 1                 | 4                 | 8              | 1              | 0              | 25    | 2     | 4     |

### Matchs internationaux
Le tableau suivant liste les rencontres de l'équipe d'Algérie dans lesquelles Ryad Boudebouz a été sélectionné depuis le 28 mai 2010 jusqu'à présent.

## Palmarès

### En club
| FC Sochaux (1)                            | SC Bastia                                 | AS Saint-Étienne                        | Al-Ahli (1)                             | JS Kabylie                                       |
| ----------------------------------------- | ----------------------------------------- | --------------------------------------- | --------------------------------------- | ------------------------------------------------ |
| - Coupe Gambardella : - Vainqueur : 2007. | - Coupe de la Ligue : - Finaliste : 2015. | - Coupe de France : - Finaliste : 2020. | - Deuxième division : - Champion : 2023 | - Championnat d'Algérie : - Vice-champion : 2025 |

### Distinctions personnelles
- Meilleur espoir algérien de l’année 2010
- MsilaDZ d'Or  en 2010[21]
- Ballon d'Or algérien en 2011[22].
- DZFoot d'Or en 2011[23].

- Élu meilleur joueur du mois du FC Sochaux en septembre 2009, mars 2010, avril 2010, août 2010, août 2011, octobre 2011, mai 2012[24].
- Élu meilleur joueur de la saison 2016-2017 du Montpellier HSC[25],[26].
- Élu meilleur joueur du mois du Montpellier HSC en novembre 2015, février 2016, mai 2016, septembre 2016, février 2017[27],[28].
- Élu meilleur joueur du mois du AS Saint-Etienne en novembre 2021[29]